# Ijoliet
Ijoliet is een zeldzaam stollingsgesteente dat hoofdzakelijk bestaat uit nefelien en augiet. Het komt in diverse delen van het Kainuu-Gebied, het noordoosten van Finland en op het Kolaschiereiland (Rusland) langs de kusten van de Witte Zee. 
Augiet is een pyroxeen, geel-groen van kleur en meestal omgeven door nefelien. Andere mineralen waarvan sporen aanwezig kunnen zijn zijn: apatiet, cancriniet, kalkspaat, titaniet en ilvaiet. 